# AB Hjärntvätt
AB Hjärntvätt var ett svenskt punkband som fanns mellan 1982 och 1984. Bandet bildades på Björkö utanför Göteborg av Kristian ("Zibbe"), Mats ("Håret") och Patrik. Bandet hade sin första spelning på Café Hisingen i Göteborg på våren 1983 tillsammans med en massa andra punkband. Arrangemanget hette "Spelning Mot Staten". Patrik slutade sedan i bandet och i stället började Robban, Hasse och så småningom Anders ("Skarren"). AB Hjärntvätt gjorde flera spelningar i Göteborgsområdet fram till 1984, då bandet upplöstes.

## Diskografi

### Egna produktioner
- 1983 - Det är våra hjärnor

### Samlingsskivor de medverkat på
- 1985 - Really Fast vol. 2 (Really Fast Records)
- 1992 - GBG Hardcore Punk 81-85 (Dolores Records)
- 1990-talet - Röjarskivan (Ägg Tapes & Records)
- 1993 - Varning!! För Punk (Ägg Tapes & Records)
- 1990-talet - Delirium Tremens Vol. 28 (Delirium Tremens)